# Russellville (Kentucky)
Pour les articles homonymes, voir Russellville.
La ville américaine de Russellville est le siège du comté de Logan, dans le Kentucky. Elle comptait 6 947 habitants en 2010.

## Personnalité
Alice Alice Dunnigan fut la première journaliste noire à avoir été correspondante de presse pour la Maison blanche, le Congrès et la Cour suprême. Sa statue est érigée dans sa ville natale, au musée de Russellville.